# Титон (приток Марайаса)
Титон (англ. Teton River) — река в штате Монтана (США), правый приток реки Марайас, которая, в свою очередь, является притоком Миссури. Длина реки Титон составляет около 230 км (по другим данным, около 240 км).

## География
Река Титон начинается в округе Титон (Монтана), на высоте около 1475 м, при слиянии водотоков Норт-Форк-Титон и Саут-Форк-Титон. После этого река течёт преимущественно в восточном направлении, протекая по округам Титон и Шоуто (Монтана).
Основными притоками реки Титон, помимо Норт-Форк-Титона и Саут-Форк-Титона, являются Мак-Дональд-Крик (правый приток, впадает на высоте 1275 м), Дип-Крик (правый приток, 1150 м), Спринг-Крик (левый приток, 1138 м) и Мадди-Крик (левый приток, 1031 м). Река Титон впадает в реку Марайас в округе Шоуто, примерно в 5 км выше по течению от места её впадения в реку Миссури, вблизи города Лома (в нескольких километрах к северу от города Форт-Бентон), на высоте 781 м.
Площадь водосборного бассейна реки Титон — около 5300 км². Помимо округов Титон и Шоуто, по которым протекает река, бассейн включает в себя часть территории округа Пондерей (Монтана), по которому протекает Мадди-Крик. Примерно 89 % площади бассейна занимают прерии, а оставшиеся 11 % находятся в гористой местности. На территории, охватываемой бассейном, находятся населённые пункты Шото, Даттон, Байнум, Пендрой, Агавом, Фармингтон и Коллинс.
Cредний расход воды в реке Титон в её нижнем течении вблизи населённого пункта Даттон — 3,43 м³/c (по усреднённым данным 1954—2013 годов). Наибольший средний расход воды был в 1964 году — 9,91 м³/c.

## Фауна
В реке Титон водятся микижа (Oncorhynchus mykiss), кумжа (Salmo trutta), американская палия (Salvelinus fontinalis), лосось Кларка (Oncorhynchus clarkii, подвид Oncorhynchus clarkii lewisi), горный валёк (Prosopium williamsoni), канадский судак (Sander canadensis), налим (Lota lota), канальный сомик (Ictalurus punctatus), обыкновенный лопатонос (Scaphirhynchus platorynchus), щука (Esox lucius), лазурный чукучан (Cycleptus elongatus), гибонатус Ханкинсона (Hybognathus hankinsoni), сазан (Cyprinus carpio), атериновидный нотропис (Notropis atherinoides), чёрный толстоголов (Pimephales promelas), саскачеванский плоскоголовый пескарь (Platygobio gracilis), речной горбыль (Aplodinotus grunniens), Hiodon alosoides, озёрный цезиус (Couesius plumbeus), длинноносый ринихт (Rhinichthys cataractae), обыкновенный чукучан (Catostomus catostomus), Cottus bairdii, Pantosteus platyrhynchus, солнечный хросомус (Chrosomus eos), Carpiodes carpio, Miniellus stramineus, северная моксостома (Moxostoma macrolepidotum), Noturus flavus, Macrhybopsis gelida, западный гибогнатус (Hybognathus argyritis) и белый чукучан (Catostomus commersonii).